# Norristown (Pennsylvania)
Norristown település az Amerikai Egyesült Államok Pennsylvania államában, Montgomery megyében, melynek megyeszékhelye is. Lakosainak száma 35 748 fő (2020. április 1.).

## Népesség
A település népességének változása:

| 2010 | 34 324 |
| 2020 | 35 748 |